# Hans-Dietrich Genscher

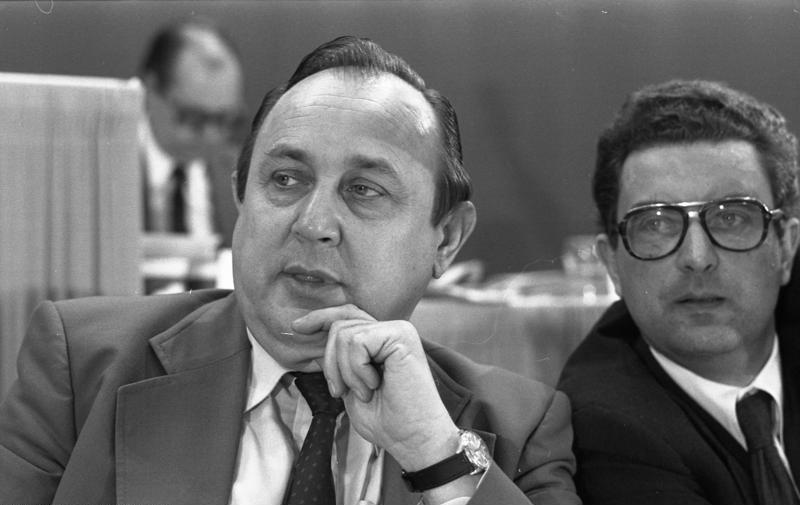
Hans-Dietrich Genscher i Gerhart Baum (1977)

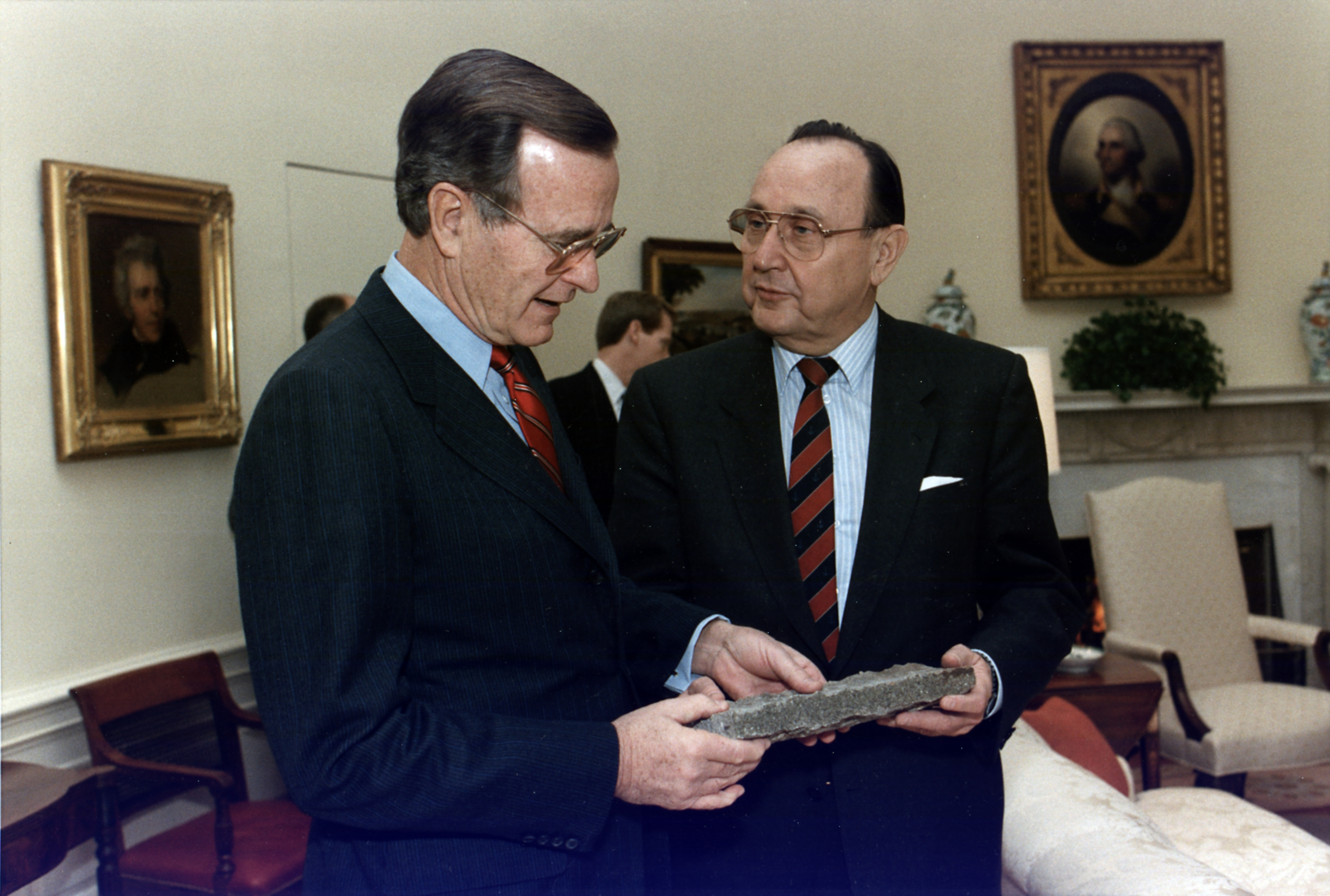
Hans-Dietrich Genscher wręcza George’owi Bushowi fragment Muru Berlińskiego (1989)

Hans-Dietrich Genscher (ur. 21 marca 1927 w Reideburgu, zm. 31 marca 2016 w Wachtbergu) – niemiecki prawnik, polityk i dyplomata, wieloletni lider Wolnej Partii Demokratycznej (FDP), poseł do Bundestagu, minister spraw wewnętrznych (1969–1974) oraz wicekanclerz i minister spraw zagranicznych (1974–1992, z krótką przerwą w 1982).

## Życiorys

### Dzieciństwo i młodość
Urodził się jako syn Kurta Genschera, syndyka towarzystwa rolniczego, i Hildy Genscher z domu Kreime w Reideburgu (włączonym później w skład Halle (Saale)) w ówczesnym powiecie Saalkreis w Saksonia. W 1933 rodzina przeprowadziła się do Halle an der Saale. Od 1937 był uczniem miejscowego gimnazjum. W 1942 wstąpił do Hitlerjugend. W latach 1943–1944 służył w oddziałach pomocniczych obrony przeciwlotniczej (niem. Luftwaffenhelfer) i Służbie Pracy Rzeszy (niem. Reichsarbeitsdienst). W styczniu 1945 zgłosił się do Wehrmachtu. W maju 1945 trafił do niewoli amerykańskiej, a następnie do brytyjskiej. W końcowym okresie wojny znalazł się na liście członków NSDAP. Informacja ta została upubliczniona w 1994. Według oświadczenia polityka wpisu tego dokonano bez jego wiedzy.

### Wykształcenie i praca zawodowa
Po zwolnieniu kontynuował naukę w Halle an der Saale. W 1946 uzyskał maturę w miejscowej Friedrich-Nietzsche-Oberschule, po czym podjął studia prawnicze, które odbywał na Uniwersytecie Marcina Lutra w Halle i Wittenberdze i następnie na Uniwersytecie w Lipsku. Od 1949, po zdaniu państwowego egzaminu prawniczego pierwszego stopnia, pracował jako referendarz sądowy.
Od 1946 był członkiem Liberalno-Demokratycznej Partii Niemiec.
W 1952 wyjechał do Republiki Federalnej Niemiec i osiedlił się w Bremie. W latach 1952–1954 pracował jako referendarz sądowy. Zdał państwowy egzamin prawniczy drugiego stopnia. Od 1954 do 1956 wykonywał pracę jako asesor adwokacki i adwokat.

### Kariera polityczna

#### Działalność partyjna i rządowa do 1974 oraz działalność parlamentarna
Po przybyciu do RFN wstąpił do FDP. Dwa lata później został wybrany na stanowisko wiceprzewodniczącego krajowej organizacji młodzieżowej Jungdemokraten w Bremie. Od 1956 był pracownikiem frakcji parlamentarnej FDP w Bonn, początkowo jako asystent naukowy, a od 1959 do 1965 pełnił funkcję dyrektora frakcji. Od 1962 był również dyrektorem federalnym FDP.
W 1965 został po raz pierwszy wybrany do Bundestagu. Odnawiał mandat w kolejnych wyborach w 1969, 1972, 1976, 1980, 1983, 1987, 1990 i 1994. Od 1965 do 1969 pełnił funkcję parlamentarnego dyrektora frakcji FDP. W 1966 został wybrany do zarządu krajowego FDP w Nadrenii Północnej-Westfalii, a w 1968 na stanowisko zastępcy przewodniczącego federalnego.
W październiku 1969 objął funkcję ministra spraw wewnętrznych w koalicyjnym rządzie socjaldemokratów i liberałów, kierowanym przez kanclerza Willy’ego Brandta. Kierując tym resortem, nadzorował akcję grupy specjalnej Federalnej Straży Granicznej w czasie ataku terrorystycznego na Letnich Igrzyskach Olimpijskich w Monachium w 1972.

#### Działalność partyjna i rządowa od 1974
W maju 1974 został członkiem nowo utworzonego gabinetu koalicyjnego, kierowanego przez kanclerza Helmuta Schmidta. Objął stanowiska wicekanclerza i ministra spraw zagranicznych zajmowane dotychczas przez Waltera Scheela, który został wybrany na stanowisko prezydenta federalnego. Jednocześnie Hans-Dietrich Genscher zastąpił Waltera Scheela w roli przewodniczącego FDP. Stojąc na czele niemieckiej dyplomacji, odpowiadał za sformułowanie nowej strategii odprężenia w stosunkach ze Związkiem Radzieckim i jego krajami sojuszniczymi. Uczestniczył w negocjacjach Konferencji Bezpieczeństwa i Współpracy w Europie zakończonych podpisaniem aktu końcowego KBWE w Helsinkach w 1975. Od 30 czerwca do 1 lipca 1980 wspólnie z kanclerzem gościł z wizytą w Moskwie. Efektem wizyty była zgoda władz radzieckich na rozpoczęcie negocjacji ze Stanami Zjednoczonymi w sprawie wycofania z Europy broni nuklearnej pośredniego zasięgu.
W 1982 kierowana przez niego FDP zerwała koalicję z SPD. Lider liberałów we wrześniu tegoż roku ustąpił z funkcji rządowych, opowiedział się za stworzeniem koalicji z CDU/CSU, a następnie za przeprowadzeniem procedury konstruktywnego wotum nieufności wobec rządu. W jej wyniku w październiku powołany został rząd chadeków i liberałów z kanclerzem Helmutem Kohlem. Hans-Dietrich Genscher w nowym rządzie po kilkunastu dniach powrócił na urzędy wicekanclerza i ministra spraw zagranicznych. Kontynuował prowadzenie polityki odprężenia w stosunkach z ZSRR i krajami socjalistycznymi, w tym z NRD. W 1984 odbył oficjalną podróż do Teheranu. Był pierwszym zachodnim szefem dyplomacji, który gościł w Iranie po rewolucji islamskiej w 1979. W 1988 przybył z wizytą do Polski, gdzie spotkał się m.in. z Lechem Wałęsą, przewodniczącym nielegalnej wówczas „Solidarności”. W 1985 zrezygnował ze stanowiska przewodniczącego FDP.
W latach 1989–1990 brał aktywny udział w procesie przemian społeczno-politycznych w Europie Środkowo-Wschodniej. 30 września 1989 gościł w Pradze, gdzie negocjował z władzami czechosłowackimi możliwość wywozu z terytorium Czechosłowacji uchodźców z NRD, zgromadzonych na terenie ambasady RFN w Pradze. Wieczorem tego samego dnia wygłosił przemówienie z balkonu budynku ambasady skierowane do przebywających tam uchodźców. W momencie ogłoszenia zgody na wyjazd uciekinierów jego przemówienie zostało przerwane owacją. Uzyskał także zgodę Ericha Honeckera na przejazd przez terytorium NRD zaplombowanych pociągów ze wschodnioniemieckimi uchodźcami z Czechosłowacji i Polski. Uczestniczył w spotkaniach ministrów spraw zagranicznych w ramach tzw. konferencji dwa plus cztery, która doprowadziła do zawarcia 12 września 1990 w Moskwie traktatu o ostatecznej regulacji w odniesieniu do Niemiec, a w konsekwencji do zjednoczenia obu państw niemieckich. 14 listopada 1990 wspólnie z Krzysztofem Skubiszewskim podpisał traktat między Niemcami i Polską o potwierdzeniu istniejącej granicy na Odrze i Nysie Łużyckiej.
W 1991 opowiedział się za uznaniem przez Niemcy, jako pierwszego kraju spośród członków EWG, niepodległości Słowenii i Chorwacji. W tym samym roku pełnił funkcję przewodniczącego OBWE. 18 maja 1992 zrezygnował ze stanowisk wicekanclerza i ministra spraw zagranicznych. Został wybrany na honorowego przewodniczącego FDP.

### Działalność od 1992
Po odejściu z funkcji rządowych pozostał aktywnym uczestnikiem niemieckiego i europejskiego życia społeczno-politycznego. Od 1992 do 1994 pełnił funkcję prezydenta Sieci Ruchu Europejskiego Niemcy. W latach 1994–1995 był honorowym profesorem wydziału nauk politycznych Wolnego Uniwersytetu Berlińskiego. W kwietniu 1998 wygłosił przemówienie pożegnalne w Bundestagu. Nie ubiegał się o mandat w kolejnych wyborach parlamentarnych. Od 1998 był prezesem WMP Eurocom AG w Berlinie.
W 1999 powrócił do praktyki prawniczej. Został członkiem zespołu kancelarii Büsing, Müffelmann & Theye. W 2000 został partnerem zarządzającym w Hans-Dietrich Genscher Consult GmbH. Od 2001 do 2003 pełnił funkcję prezydenta Niemieckiego Towarzystwa Polityki Zagranicznej (niem. Deutschen Gesellschaft für Auswärtige Politik). W 2003 był jednym z sygnatariuszy listu otwartego siedemnastu byłych przywódców europejskich, opublikowanego w „Le Monde” i „Corriere della Sera”, wzywającego do poprawy stosunków między Europą a Stanami Zjednoczonymi.
Zmarł 31 marca 2016 w wieku 89 lat z powodu niewydolności układu sercowo-naczyniowego.

## Życie prywatne
W latach 1958–1966 był żonaty z Luise Schweizer, z którą miał córkę. W 1969 ożenił się z Barbarą Schmidt. W 1995 wydał swoje wspomnienia zatytułowane Erinnerungen (ISBN 3-88680-453-4).

## Odznaczenia i wyróżnienia
- 1973 – Krzyż Wielki Orderu Zasługi Republiki Federalnej Niemiec
- 1975 – Krzyż Wielki z Gwiazdą i Wstęgą Orderu Zasługi Republiki Federalnej Niemiec
- 1977 – Krzyż Wielki Orderu Izabeli Katolickiej (Hiszpania)
- 1979 – Krzyż Wielki Orderu Zasługi Republiki Włoskiej
- 1980 – Krzyż Wielki Orderu Świętego Jakuba od Miecza (Portugalia)
- 1984 – Krzyż Wielki Orderu Infanta Henryka (Portugalia)
- 1986 – Krzyż Wielki Legii Honorowej (Francja)
- 1987 – Krzyż Wielki Orderu Zasługi (Portugalia)
- 1992 – Krzyż Wielki Orderu Zasługi Republiki Węgierskiej
- 1992 – Złoty Order Wolności Republiki Słowenii[9]
- 1997 – Wielki Oficer Orderu Trzech Gwiazd (Łotwa)
- 2002 – Order Księcia Jarosława Mądrego II klasy (Ukraina)[10]
- 2002 – Doktorat honoris causa Uniwersytetu Szczecińskiego
- 2003 – Doktorat honoris causa Uniwersytetu w Lipsku
- 2004 – Nagroda Ericha Kästnera
- 2006 – Nagroda Wolności Fundacji Friedricha Naumanna
- 2007 – Order Zasługi Nadrenii Północnej-Westfalii
- 2010 – Order Zasługi Saksonii-Anhaltu
- 2013 – Order Podwójnego Białego Krzyża II klasy (Słowacja)